# Cyriel Dessers
Cyriel Kolawole Dessers (Tongeren, 1994. december 8.) belga születésű nigériai válogatott labdarúgó.

## Pályafutása

### Klubcsapatokban
Dessers a belga élvonalbeli OH Leuven akadémiáján nevelkedett; a felnőtt csapatban egyetlen bajnoki mérkőzésen lépett pályára, 2014. március 16-án a Mons csapata ellen. 2014 nyarán leigazolta a Lokeren csapata; a klubban harminckét bajnoki mérkőzésen, valamint 2014 őszén az Európa-liga csoportkörében szerepelt. 2016-ban Hollandiába igazolt; először a NAC Breda, majd az Utrecht labdarúgója volt. A 2019–2020-as szezonban a Heracles Almelo labdarúgójaként huszonhat bajnoki mérkőzésen tizenöt gólt szerzett, amivel Steven Berghuissal holtversenyben holland gólkirályi címet szerzett. 2020-ban a belga Genk csapatához szerződött, amellyel belga kupagyőztes lett. A 2021–2022-es szezonban kölcsönben a holland Feyenoord csapatában futballozott; a klubbal bejutott a 
Konferencia Liga döntőjébe, valamint a sorozatban szerzett tíz találatával a gólkirályi címet is elnyerte, beválasztották a torna csapatába. 2022 augusztusában leigazolta az olasz élvonalbeli Cremonese.
2023. július 6-án aláírt a skót Rangers csapatához. Augusztus 5-én debütált a Kilmarnock ellen 1–0-ra elvesztett bajnoki találkozón. A 2024–25-ös szezon végén gólkirályi címet szerzett.

### A válogatottban
Dessers 2020. október 13-án mutatkozott be a nigériai labdarúgó-válogatottban egy Tunézia elleni barátságos mérkőzésen.

## Sikerei, díjai

### Klub
- Genk
  - Belga kupa: 2020–2021

- Rangers
  - Skót ligakupa: 2023–2024

### Egyéni
- - Holland gólkirály: 2019–2020
  - UEFA Konferencia Liga torna csapata: 2021–2022
  - UEFA Konferencia Liga gólkirály: 2021–2022 (10 gól)
  - Skót gólkirály: 2024–2025